# Славейче (ансамбъл)
Славейче е фолклорен състав за народни танци от Пещера. Основан е на 1 октомври 1995 г. при СОУ „Св. Климент Охридски“, като наследник на ансамбъл „Здравец“. Създател, художествен ръководител и хореограф на състава е Елена Баренска. Танцовият състав представя традиционни песни и танци от всички фолклорни области в България, като в основната част на репертоара са залегнали песни и танци от Тракия. Състои се от 120 ученици между 7 и 17-годишна възраст.
Танцов състав „Славейче“ е отличаван в конкурси и фестивали в България и чужбина.